# Halo
 For alternative betydninger, se Halo (flertydig). (Se også artikler, som begynder med Halo)
En Halo er en ring af lys omkring et objekt.
Haloer er visuelle fænomener der kan forekomme omkring Solen, Månen eller andre lyskilder f.eks. gadelys. Der findes mange typer af optiske haloer, men de fleste er iskrystaller fra skyer. De forskellige haloer har forskellige former. Lys der reflekteres af is kan få flere farver ligesom en regnbue.
Dannelsen af Haloer sker i den øverste del af troposfæreen i 5 til 10 kilometers højde. I de højt liggende cirrusskyer er det køligt og vanddamp bliver til iskrystaller. Iskrystallernes form og bevægelsesretning er bestemmende for hvilken type af halo der observeres.
Lyset reflekteres og brydes af iskrystallerne og kan medføre farvespredning. Iskrystallerne optræder som prismer og spejle, de bryder og reflekter sollyset der kastes i forskellige retninger. Når krystallerne falder symmetrisk så brydes lyset i forskellige vinkler og en halo dannes, afbøjningsvinklen skal dog være på minimum på 22 grader.
Haloer ses også i religiøs kunst over hovedet på hellige personer. De har været anvendt i ikonografi i mange religioner, hellenistisk, romersk, hinduistiske, buddhistiske og i kristen hellig kunst, kan hellige personer afbildet med en glorie i form af en gylden, gul eller hvid cirkulær glød omkring hovedet, eller rundt om hele kroppen.
En halo på himmelen sammen med Cirrostratus og Cirrusskyer menes at være et tegn på forværring af vejret, idet fugtige luftmasser stiger op i den øvre troposfære .

## Halotyper
Der findes flere slags end de nævnte her.
22 graders halo
En 22° halo er den mest almindelige, den danner en 22 graders ring om Solen, den opstår når Solens stråler passerer igennem sekskantede iskrystaller. Den kaldes også Almindelig halo. For at en halo kan dannes om Månen skal det helst være fuldmåne for at der er lys nok.
Bisol
En Bisol eller en Bimåne kaldes også en Solhund viser sig ofte som en eller flere haloer på hver sin side af Solen.
Solsøjle
En Solsøjle eller en Månesøjle kan kun ses når Solen eller Månen står lavt.
46° graders halo
En 46° halo forekommer sjældent.
Circumzenithalbue
Circumzenithalbue er bueformet og kaldes også Himlens smil.
Galaktisk halo
En Galaktisk halo er en halo der omgiver en Galakse.

### Billeder
- En 22° halo rundt om Månen
- Solhund eller Bisol
- Solsøjler
- 46° graders halo
- Circumzenithalbue
- Galatisk halo
- En ikke videnskabelig halo kaldes en glorie.
- Iskrystal

## Iskrystaller
Iskrystallernes form og bevægelsesretning er bestemmende for hvilken type af halo der observeres, iskrystallerne er symmetriske og har et sekskantet mønster de kan have form som en tallerken eller en blyant.
Circumzenithalbuer og Bisole dannes af iskrystaller med tallerken-form. Tallerken-formede krystaller bevæger sig nedefter, som blade fra et træ, mens de roterer rundt om egen midterakse.
En almindelig 22 ° halo og en 46° halo dannes af krystaller med der form som en blyant. Blyant-formede iskrystaller bevæger sig med den lange akse i vandret position.
Visse haloer, fx Solsøjlen, dannes af både tallerken- og blyantformede iskrystaller.
En halo er en samling af kollektive glimt fra millioner af iskrystaller. Iskrystaller i højt liggende skyer, hvor haloer for det meste dannes i cirrusskyer.
- Sekskantet tallerken-formet iskrystal
- Sekskantet blyant-formet iskrystal
- Sekskantet pyramide-formet iskrystal

Venus, Mars og andre planeter har muligvis haloer, men iskrystallerne er højst sandsynligt ikke dannet af vand, men metan, CO2, ammoniak eller hvad deres atmosfære måtte bestå af. Iskrystaller på andre planeters atmosfære kan være pyramideformede .